# Francesco di Bartolomeo del Giocondo
(Giorgio Vasari, Le vite de' più eccellenti pittori, scultori e architettori, vol. III)

La Gioconda, Leonardo da Vinci, 1503-1506, olio su tavola, 77x53 cm, Parigi, Musée du Louvre

Francesco di Bartolomeo di Zanobi del Giocondo, detto anche Francesco di Bartolomeo del Giocondo o più semplicemente Francesco del Giocondo (Firenze, 1465 – Firenze, 1538), è stato un nobile e mercante italiano, appartenente alla famiglia dei Giocondi.

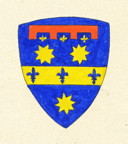
Stemma Del Giocondo Firenze

Secondo Giorgio Vasari, nella sua opera Le vite de' più eccellenti pittori, scultori e architettori, sarebbe colui che commissionò a Leonardo da Vinci la Gioconda; questo infatti è il ritratto di sua moglie, Lisa Gherardini.

## Biografia
Membro della famiglia Del Giocondo (o Giocondi), commerciava seta e vestiti. Ebbe tre matrimoni; nel 1491 sposò Camilla di Mariotto Rucellai, mentre Tommasa di Mariotto Villani divenne sua moglie nel 1493. Il 5 marzo 1495, sposò Lisa Gherardini, ragazza quindicenne, proveniente dalla famiglia aristocratica dei Gherardini. La dote della ragazza era composta da 170 fiorini e dall'azienda agricola di San Silvestro, vicino alla casa di campagna della sua famiglia, segno che, all'epoca, la famiglia Gherardini non era ricca; questo inoltre prova l'esistenza di un vero sentimento tra Lisa e Francesco. La proprietà si trova tra Castellina in Chianti e San Donato in Poggio, vicino a due aziende agricole, che divennero in seguito proprietà di Michelangelo Buonarroti.

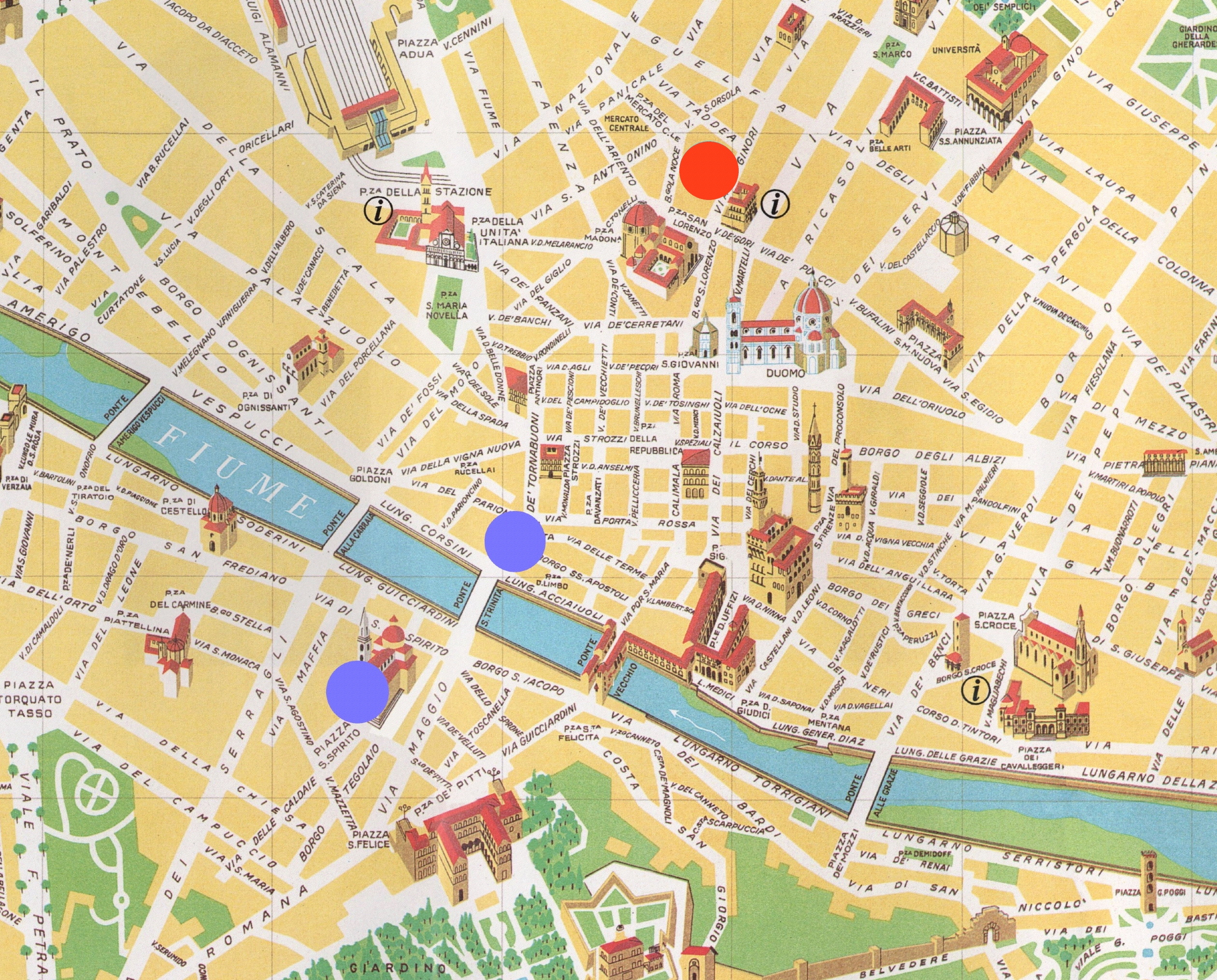
Mappa del Centro storico di Firenze. Francesco e Lisa vissero presso Via della Stufa (in rosso). I genitori di Lisa abitarono invece vicino al fiume Arno, prima a nord, poi a sud (in viola).

La coppia mantenne sempre un discreto tenore di vita; il matrimonio aumentò lo status sociale di Lisa, perché la famiglia del marito era più ricca della sua. Francesco ebbe dei vantaggi in quanto il nome Gherardini era nobile ed antico. Il 5 marzo 1503, Francesco fu in grado di comprare una casa, accanto alla sua vecchia proprietà di famiglia, in via della Stufa; nello stesso anno, Leonardo da Vinci comincia a dipingere il ritratto di Lisa.
Lisa e Francesco ebbero cinque figli, Piero, Camilla, Andrea, Giocondo, e Marietta, di cui quattro tra il 1496 e il 1507. Lisa allevò anche Bartolomeo, figlio di Francesco e della sua prima moglie, Camilla Rucellai, che aveva un anno quando la madre morì; la matrigna di Lisa, Caterina, e la prima moglie di Francesco erano sorelle, membri della prominente famiglia Rucellai.
Francesco divenne un funzionario pubblico di Firenze; venne eletto nei Dodici Buonomini, nel 1499, e nella Signoria, nel 1512, mentre fu uno dei Priori nel 1524. Ebbe probabilmente alcuni legami, per interessi politici o commerciali, con la potente famiglia dei Medici; nel 1512, quando il governo di Firenze temeva il loro ritorno dall'esilio, Francesco venne imprigionato e multato di 1.000 fiorini; fu rilasciato nel mese di settembre, quando il potere pubblico dei Medici venne restaurato.
Nel 1538, Francesco morì di peste; Lisa si ammalò e fu portata da sua figlia Ludovica al convento di Sant'Orsola, dove morì e fu sepolta circa quattro anni più tardi, all'età di 63. Secondo un altro studio, Francesco visse fino a 80 anni, morendo nel 1539, mentre Lisa potrebbe aver vissuto almeno fino al 1551, quando lei avrebbe avuto 71 o 72. I Gherardini poì si estinsero nel 1743 con la morte di Fabio Gherardini, ultimo gentiluomo del ramo toscano.
Nel giugno 1537, nel suo testamento siglato da Piero da Vinci, tra molte disposizioni, Francesco restituì a Lisa la sua dote, oltre che consegnarle il suo abbigliamento personale ed i suoi gioielli. Riguardo alle cure riservate alla moglie, scrisse delle precise disposizioni alla loro figlia Ludovica e a suo figlio Bartolomeo; "Dato l'affetto e l'amore del testatore nei confronti di Mona Lisa, la sua amata moglie; in considerazione del fatto che Lisa ha sempre agito con uno spirito nobile e come una moglie fedele; sperando che a lei venga dotato tutto ciò di cui ha bisogno...".

### La Gioconda
Come altri fiorentini vissuti durante il Rinascimento italiano, la famiglia di Francesco era appassionata di arte. Suo figlio Bartolommeo chiese ad Antonio di Donnino Mazzieri di dipingere un affresco sul sito funerario della famiglia, nella Basilica della Santissima Annunziata di Firenze. Andrea del Sarto dipinse una Madonna per un altro membro della sua famiglia. Francesco consegnò delle commissioni a Leonardo da Vinci per un ritratto di sua moglie e a Domenico Puligo per un dipinto su San Francesco d'Assisi; si pensa che ebbe commissionato il ritratto di Lisa sia per festeggiare la nascita di Andrea e per l'acquisto della casa della famiglia.